# 龍門居公共運輸交匯處

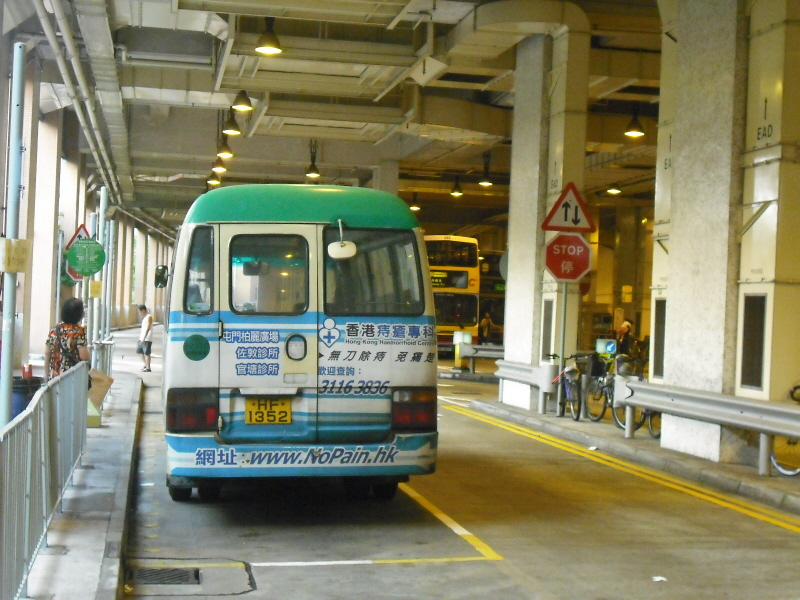
交匯處小巴總站

龍門居巴士總站（英語：Lung Mun Oasis Bus Terminus）是香港新界屯門區龍門居的巴士總站，位於龍門居多層停車場底，鄰近龍門居、富健花園及新屯門中心。現時有6條巴士路線及1條專線小巴路線以此處為總站，另外有2條巴士路線途經此站。

## 歷史
- 1998年6月1日：962線開辦。
- 1998年8月17日：962線由原來龍門路對出遷往本站作為永久總站。
- 1998年9月14日：259E線投入服務。
- 1998年12月21日：962P線投入服務。
- 1998年12月25日：N962線投入服務。
- 2001年7月1日：259D線總站由原來屯門碼頭總站延長至本站。
- 2003年6月8日：專線小巴41線投入服務。
- 2004年8月23日：962X線投入服務。
- 2022年5月3日：259S線投入服務。

## 總站路線資料

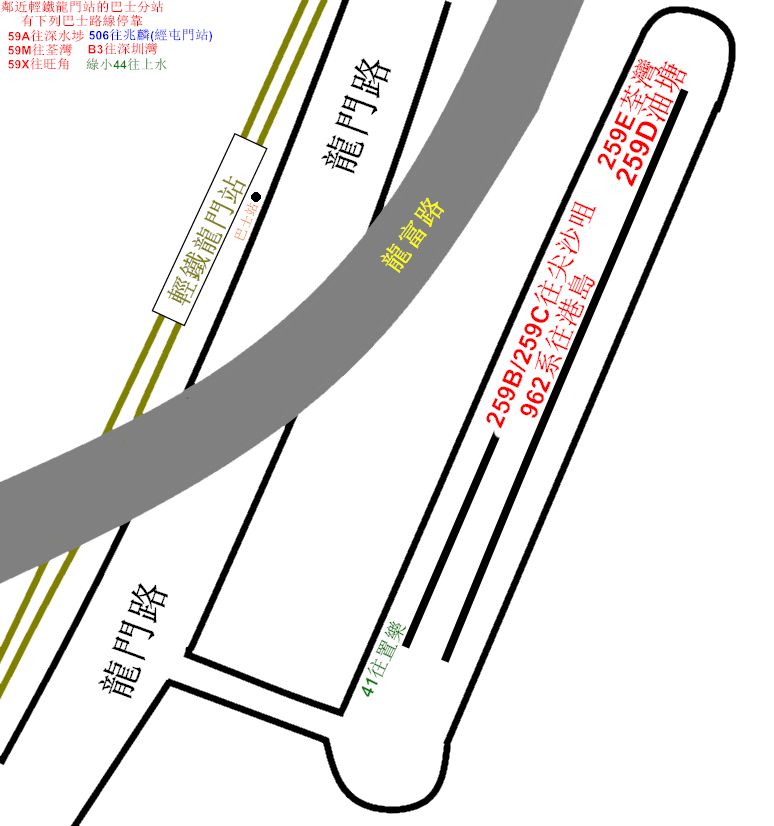
交匯處平面圖

### 九龍巴士259D線
- 屯門（龍門居） ↔ 鯉魚門邨

由九龍巴士營運的一條路線，提供龍門居、新屯門中心、蝴蝶邨、湖景邨及兆禧苑往來九龍東部的巴士服務。於1994年7月28日起投入服務。2001年7月1日起總站由原來屯門碼頭總站延長至本站。

### 九龍巴士259X、259S線
259X
- 屯門（龍門居） ↔ 觀塘碼頭

由九龍巴士營運的一條路線，提供龍門居、新屯門中心、蝴蝶邨、湖景邨及兆禧苑往來九龍灣商貿區及觀塘商貿區的巴士服務。於2015年12月28日起投入服務。初時只於平日早上提供服務，但已於2016年12月30日增設黃昏服務。
259S
- 屯門（龍門居） → 觀塘碼頭

由九龍巴士營運的一條路線，提供龍門居、屯門市中心、安定邨／友愛邨、豐景園、九龍灣商貿區及觀塘商貿區的巴士服務。於2022年5月3日起投入服務，只於平日早上繁忙時間提供服務。

### 九龍巴士259E線
- 屯門（龍門居） → 荃灣站

由九龍巴士營運的一條路線，提供屯門龍門居的居民往荃灣的晨早接駁港鐵巴士服務。於1998年9月14日起投入服務。只在平日上午繁忙時間提供單向服務，方便乘客到荃灣上班或轉乘港鐵荃灣綫。

### 九龍巴士59X線（特別班次）
- 龍門居 → 旺角東站

由九龍巴士營運的一條路線，是59X線的特別班次。提供屯門龍門居的居民往旺角東站的巴士服務。平日上午於龍門居開出6班（0735、0750、0802、0815、0827、0840）；及於新屯門中心開出1班（0715）。

### 過海隧道巴士962、962P線
962
- 屯門（龍門居） ↔ 銅鑼灣（摩頓台）

由城巴營運的一條過海隧巴路線，提供屯門南部、三聖邨、黃金海岸及小欖往來中環、金鐘、灣仔及銅鑼灣的過海隧巴服務。於1998年6月1日起投入服務，於2013年線系重組時改為只於平日繁忙時間及星期六早上服務。
962P
- 屯門（龍門居） → 銅鑼灣（摩頓台）

由城巴營運的一條過海隧巴路線，是962的輔助線，提供平日早上由屯門南部往來中環、金鐘、灣仔及銅鑼灣的過海隧巴服務。於1998年12月21日起投入服務。現只在平日早上提供服務。

### 過海隧道巴士962X線
- 屯門（龍門居） ↔ 銅鑼灣（摩頓台）

由城巴營運的一條過海隧巴路線，提供屯門南部、三聖、置樂花園往來中環、金鐘、灣仔及銅鑼灣的特快過海隧巴服務。於2004年8月23日起投入服務。初時只於平日早上至黃昏提供服務，但已於2013年962系路線重組時改為每日服務。

### 過海隧道巴士N962線
- 屯門（龍門居） ↔ 銅鑼灣（摩頓台）

由城巴獨自經營的一條通宵過海隧巴路線，提供屯門南、三聖、黃金海岸及小欖往來中區、灣仔及銅鑼灣的通宵巴士服務。於1998年12月25日（聖誕節凌晨）起投入服務。原為節日特別路線，只於聖誕及農曆新年提供服務，直到2001年4月3日起擴展至每天通宵服務。

### 過海隧道巴士962C線
- 屯門（龍門居） → 太古（康怡廣場）（上午班次）
鰂魚涌（新威園） → 屯門（龍門居）（下午班次）

由城巴營運的一條過海隧巴路線，提供屯門南部、三聖、置樂花園往來北角及鰂魚涌的特快過海隧巴服務。於2008年5月13日起投入服務。初時只於平日黃昏提供服務，但已於2015年10月26日增設早上服務。

### 過海隧道巴士X962線
- 金鐘（西） → 屯門（龍門居）

由城巴獨自經營的一條過海隧巴路線，提供中環往屯門南的特快過海隧巴服務。於2004年4月13日起投入服務。

### 過海隧道巴士R962線
- 屯門（龍門居） → 銅鑼灣（摩頓台）

### 新界區專線小巴41線
- 龍門居 ↔ 置樂花園

由友文投資有限公司營運的一條路線，提供往來屯門龍門居、兆山苑、南浪海灣、嘉悅半島、兆麟苑、恆福花園及置樂花園的專線小巴服務。於2003年6月8日起投入服務。

## 途經路線資料

### 九龍巴士259B、259C線
259B
- 屯門碼頭 → 尖沙咀

由九龍巴士營運的一條路線，提供屯門碼頭、蝴蝶邨、新屯門中心、龍門居往旺角、佐敦、尖沙咀的晨早巴士服務。於1991年7月15日投入服務。只在平日上午於屯門碼頭開出3班。
259C
- 新屯門中心 → 尖沙咀

由九龍巴士營運的一條路線，提供新屯門中心、龍門居公共運輸交匯處往美孚、旺角、佐敦及尖沙咀的晨早巴士服務。於1991年7月15日起投入服務。只在平日上午於新屯門中心開出2班（0720、0755），方便乘客往旺角及尖沙咀區上班。

## 鄰近地點
| - 龍門居 - 富健花園 |  | - 新屯門中心 - 湖山遊樂場 |  | - 屯門車廠 - 歷奇公園 |  | - 屯門康樂體育中心 - 屯門高爾夫球中心 - 思親公園 |